# Опозиційна платформа — За життя
«Опозиці́йна платфо́рма — за життя́» (абревіатура ОПЗЖ) — заборонена в Україні проросійська політична партія соціального спрямування, що діяла в 1999—2022 роках. 
Зареєстрована 9 грудня 1999 року як Всеукраїнське об'єднання «Центр». 
У липні 2016 року була перейменована у «За життя» (керівник — Вадим Рабінович). 
Наприкінці липня 2018 року з партією об'єдналася ГО Віктора Медведчука  «Український вибір».
З 19 березня 2022 року діяльність партії було припинено рішенням РНБО на час воєнного стану через російське вторгнення в Україну. 
20 червня 2022 року Восьмий апеляційний адміністративний суд у Львові задовольнив позов Міністерства юстиції й заборонив партію. Остаточно забороена рішенням Касаційного адміністративного Суду України від 15 вересня 2022 року.

## Історія
На парламентських виборах 2002 року брала участь у блоці Народний рух України за єдність. За багатомандатним округом було зареєстровано список з 104 кандидатів, в одномандатних округах було зареєстровано 101 кандидата. Блок отримав 41 730 голосів (0,16 %), посівши 24-те місце серед 33 учасників.
У жовтні 2004 року головою партії обрано Степана Гавриша.
На парламентських виборах 2006 року партія брала участь у складі «Опозиційного блоку „Не так!“», маючи 3 % загального списку. На виборах до парламенту у першій десятці списку блоку партію «Центр» представляв Степан Гавриш (№ 7). Блок одержав 257 106 голосів (1,01 %), посівши 11-те місце серед 45 учасників.
2007 року — Степан Гавриш склав з себе обов'язки голови партії; в. о. голови став його заступник, колишній лідер партії Віктор Головко.
На парламентських виборах 2007 року партія брала участь у складі виборчого блоку політичних партій «КУЧМА». Блок набрав 23 676 голосів (0,10 %), посівши 18-те місце серед 20 учасників.
У липні 2016 році перейменована в партію «За життя», а лідером обрано Вадима Рабіновича. Наприкінці липня 2018 року з партією об'єдналася ГО олігарха та кума Володимира Путіна Віктора Медведчука — «Український вибір».
У вересні 2018 року, один з її керівників Євгеній Мураєв покидає партію та згодом створює власний політичний проєкт «Наші».

Результати партії на Парламентських виборах 2019 року за округами

Восени 2018 року партію перейменовано на «Опозиційна платформа — За життя». Партію очолювали Вадим Рабінович та Юрій Бойко. У листопаді 2018 року останнього разом з Сергієм Льовочкіним виключили з «Опозиційного блоку» через «співпрацю із владою» та союз із Вадимом Рабіновичем.
За словами блогера та зрадника Таріка Незалежка, у 2019 році міністр внутрішніх справ України Арсен Аваков допоміг представникам "ОПЗЖ" з реєстрацією на парламентські перегони у Центральній виборчій комісії, долучивши до списку політсили свого посіпаку Іллю Киву.

### Державна зрада
25 травня 2020 року Печерський суд зобов'язав Офіс Генерального прокурора відкрити справу про державну зраду проти представників ОПЗЖ. Проте до 2022 року не виконувалось. 

### Російське вторгнення в Україну (2022)
19 березня 2022 року РНБО припинила роботу партії на час воєнного стану.
28 березня 2022 року закриття партії підтвердив співголова Вадим Рабінович.
14 квітня 2022 року фракція ОПЗЖ у ВРУ призупинила діяльність, нардепи не планували оскаржувати це рішення, і заявили, що працюватимуть як позафракційні. Натомість 21 квітня більшість колишніх нардепів фракції створили у ВРУ депутатську групу «Платформа за життя та мир» під керівництвом Юрія Бойка. До її складу увійшли 25 колишніх нардепів від партії «Опозиційна платформа — за життя».
20 червня 2022 року Восьмий апеляційний адміністративний суд у Львові задовольнив позов Міністерства юстиції, остаточно заборонивши цю партію.
Водночас від  початку військової агресії слідчі СБУ: здійснюють досудове розслідування у 70 кримінальних провадженнях щодо функціонерів партії, причетних до вчинення злочинів у сфері національної безпеки. У межах цих проваджень оголосили про підозру 30 громадянам України, у тому числі депутатам місцевих рад різних рівнів.
15 вересня 2022 року рішенням Касаційного адміністративного Суду України остаточно заборонена партія «ОПЗЖ» і не підлягає оскарженню, а притягнення до відповідальності членів партії, які шкодили інтересам України, триває. Рішення про заборону функціонування «ОПЗЖ» було прийнято на підставі указу Президента України та рішення РНБО. Вони ґрунтувалися на доказах її деструктивної діяльності, зібрані у межах реагування СБУ на загрози національній безпеці, а саме, демонстративну підтримку та популяризацію агресивної антиукраїнської політики росії, як на рівні керівництва, так і рядових її членів. «ОПЗЖ» фактично ретранслювала офіційну позицію країни-агресора щодо України та завдавала значної шкоди інтересам нашої держави. Встановлено причетність провідних функціонерів «ОПЗЖ» до діяльності, що створювала  реальну загрозу національним інтересам, безпеці, суверенітету і територіальній цілісності України.

## Керівництво
- Віктор Медведчук — голова політради, співголова партії.
- Вадим Рабінович — співголова.
- Сергій Льовочкін — голова виконкому.
- Юрій Бойко — співголова.

## Ідеологія партії
Партія пропагувала проросійську позицію, її очільники Вадим Рабінович та Євген Мураєв називають російсько-українську війну «громадянською», вбачають «утиски російськомовних» та «незгодних з політикою Києва». Головною платформою для провадження своєї політики були телеканали «NewsOne», «112 Україна», «Rabinovich TV» та «ZIK» та їхні інтернет-ресурси. На рівних з такими одіозними проросійськими публічними особами, як Ігор Гужва та Олесь Бузина, партії Сергія Суханова, «Відродження», «Опозиційний блок» та Партія Шарія.
30 листопада 2017 року один із керівників партії Євгеній Мураєв назвав Революцію гідності «державним переворотом», що викликало скандал та пікетування телеканалу «NewsOne» з вимогою вибачитись за зневагу до Євромайдану та припинити проросійські випади у передачах телеканалу «NewsOne».
Український філософ і публіцист Петро Кралюк писав про Євгенія Мураєва:
|  | Реваншист, який хоче з проросійськими силами повернутися до влади в Україні. І з такою метою створювався телеканал «NewsOne» |

.
У лютому 2019 року представники «Національного корпусу» розгромили низку сітілайтів у Харкові з рекламою проросійських кандидатів і партій, зокрема, і «Опозиційної платформи — За життя».

## Список депутатів у ВРУ 9-го скликання
- Христенко Федір Володимирович
- Солод Юрій Васильович
- Гнатенко Валерій Сергійович
- Мороз Володимир Вікторович
- Пономарьов Олександр Сергійович
- Лукашев Олександр Анатолійович
- Бойко Юрій Анатолійович
- Рабінович Вадим Зіновійович
- Медведчук Віктор Володимирович
- Королевська Наталія Юріївна
- Льовочкін Сергій Володимирович
- Німченко Василь Іванович
- Шуфрич Нестор Іванович
- Ларін Сергій Миколайович
- Дунаєв Сергій Володимирович
- Козак Тарас Романович
- Столар Вадим Михайлович
- Іоффе Юлій Якович
- Папієв Михайло Миколайович
- Абрамович Ігор Олександрович
- Ісаєнко Дмитро Валерійович
- Скорик Микола Леонідович
- Суркіс Григорій Михайлович
- Кісільов Ігор Петрович
- Загородній Юрій Іванович
- Бурміч Анатолій Петрович
- Льовочкіна Юлія Володимирівна
- Колтунович Олександр Сергійович
- Мамка Григорій Миколайович
- Кальцев Володимир Федорович
- Павленко Юрій Олексійович
- Приходько Наталія Ігорівна
- Чорний Віктор Іванович
- Борт Віталій Петрович
- Макаренко Михайло Васильович
- Волошин Олег Анатолійович
- Плачкова Тетяна Михайлівна
- Пузанов Олександр Геннадійович
- Мамоян Суто Чолоєвич
- Кива Ілля Володимирович
- Кузьмін Ренат Равелійович
- Качний Олександр Сталіноленович
- Славицька Антоніна Керимівна

## Фінансові звіти
У 2019 році партія отримала більш як 116 млн гривень внесків, а витрати склали майже 114 млн гривень.
Офіційні витрати на виборчу кампанію склали 58,5 млн грн, з яких 80 % пішли на телевізійну рекламу, майже половина з яких — на телеканал Інтер.

## Критика
Згідно з деклараціями, партію «Опозиційна платформа — За життя» фінансує найбільша кількість олігархів. Відомо також, що партія приховала свої витрати на рекламу в соціальних мережах під час передвиборчої кампанії.
У 2018 році було відкрито кримінальне впровадження через те, що партію фінансували фіктивні фірми.
Один з власників партії Віктор Медведчук не задекларував яхту вартістю $200 млн, близько 23 гектарів узбережжя в Болгарії та десятки об'єктів нерухомості в Україні, якими володіє його родина, та відомості про які, були відсутні в обов'яковій декларації за 2019 рік.

## Скандали
- Голова виконкому партії Сергій Льовочкін із сестрою Юлією[36] є власниками понад 50 офшорних компаній[37].
- У 2019 році партія задекларувала[38] центральний офіс, площею 5 м² із трьома працівниками та 76 млн грн внесків[39].
- 30 квітня 2020 року, на голосуванні щодо звернення ВРУ до міжнародної спільноти щодо посилення тиску на Росію, ОПЗЖ була єдиною фракцією парламенту, що не брала участь у голосуванні[40].
- 11 березня 2020 року народні депутати від ОПЗЖ відвідали засідання держдуми РФ. Це був перший офіційний візит народних депутатів України до думи Росії з початку військової агресії Росії у 2014 році[41].
- Народний депутат від ОПЗЖ Олег Волошин збрехав у дописі на Facebook, наче французька депутатка Валері Фор-Мунтян запропонувала залучити сепаратистів «для кращої динаміки мирного процесу за столом переговорів»[42]. Сама Фор-Мунтян обурилися такою заявою і спростувала слова Волошина[43].
- Журналісти програми «Наші гроші» встановили у липні 2020 року, що колишній народний депутат з ОПЗЖ Ілля Кива отримав прибуток у 1,2 млн грн за попередній рік від здачі в оренду жомової ями, в якій зберігалися відходи від виробництва цукру. Втім, вона заросла бур'янами[44].
- Народний депутат ОПЗЖ, голова комітету ВРУ з питань свободи слова Нестор Шуфрич став власником 60 % акцій проросійського телеканалу «Перший незалежний». Його створили колишні співробітники підсанкційних проросійських каналів, яких пов'язують з однопартійцями Шуфрича — Тарасом Козаком та Віктором Медведчуком[45].